# Джон Бойега
Джон Бойега (на английски: John Boyega) е английски актьор.

## Биография
Роден е на 17 март 1992 година в Лондон в семейството на свещеник и социална работничка от нигерийски произход. От 2011 година работи в телевизията и киното и скоро получава международна известно с участието си в популярни филми, като „Блок под атака“ („Attack the Block“, 2011), „Междузвездни войни: Епизод VII - Силата се пробужда“ („Star Wars: Episode VII – The Force Awakens“, 2015), „Междузвездни войни: Епизод VIII - Последните джедаи“ („Star Wars: Episode VIII – The Last Jedi“, 2017), „Огненият пръстен 2“ („Pacific Rim: Uprising“, 2018).

## Избрана филмография
- „Блок под атака“ („Attack the Block“, 2011)
- „Междузвездни войни: Епизод VII - Силата се пробужда“ („Star Wars: Episode VII – The Force Awakens“, 2015)
- „Междузвездни войни: Епизод VIII - Последните джедаи“ („Star Wars: Episode VIII – The Last Jedi“, 2017)
- „Огненият пръстен 2“ („Pacific Rim: Uprising“, 2018)
- „Междузвездни войни: Епизод IX - Възходът на Скайуокър“ („Star Wars: Episode IX - The Rise of Skywalker“, 2019)